# Promachus inornatus
Promachus inornatus là một loài ruồi trong họ Asilidae. Promachus inornatus được Wulp miêu tả năm 1872.